# Arthur Wehnelt
Arthur Rudolph Berthold Wehnelt, född 4 april 1871 i Rio de Janeiro, död 15 februari 1944 i Berlin, var en tysk fysiker.
Wehnelt blev 1901 privatdocent i fysik i Erlangen och 1906 professor vid Berlins universitet. Han är bland annat känd för en strömavbrytare, den så kallade Wehneltavbrytaren, och Wehneltkatoden.